# North Chailey
North Chailey är en by i East Sussex i England. Byn är belägen 11 km 
från Lewes. Orten har 1 054 invånare (2015).